# Монсо-э-Эшарнан
Монсо́-э-Эшарна́н (фр. Montceau-et-Écharnant) — коммуна во Франции, находится в регионе Бургундия. Департамент коммуны — Кот-д’Ор. Входит в состав кантона Блиньи-сюр-Уш. Округ коммуны — Бон.
Код INSEE коммуны — 21427.

## Население
Население коммуны на 2010 год составляло 157 человек.
| 1962 | 1968 | 1975 | 1982 | 1990 | 1999 | 2010 |
| ---- | ---- | ---- | ---- | ---- | ---- | ---- |
| 179  | 143  | 126  | 121  | 118  | 121  | 157  |

## Экономика
В 2010 году среди 86 человек трудоспособного возраста (15—64 лет) 69 были экономически активными, 17 — неактивными (показатель активности — 80,2 %, в 1999 году было 67,1 %). Из 69 активных жителей работали 65 человек (32 мужчины и 33 женщины), безработных было 4 (1 мужчина и 3 женщины). Среди 17 неактивных 3 человека были учениками или студентами, 8 — пенсионерами, 6 были неактивными по другим причинам.